# マンセル表色系
マンセル表色系（マンセルひょうしょくけい、英: Munsell color system）とは、色を正確に表示することを目的とした表色系である。色の見え方で色を体系化する、顕色系と呼ばれる表色系に分類される。アメリカの画家・美術教育者のアルバート・マンセルによってつくられた。

## 概要
マンセルは1898年に研究を始め、1905年にその成果として『A Color Notation』（色彩の表記）という本を著して発表した。1915年には『Atlas of the Munsell Color System』という色票集を発表した。その後、1943年にアメリカ光学会によって修正が加えられた。修正したものは修正マンセル表色系（英: Munsell renotation color system）とも呼ばれるが、現在単に「マンセル表色系」と言った場合、一般的に修正したものを意味する。なお、マンセルの死後に出版された新しい書籍『マンセル・ブック・オブ・カラー』（英: Munsell Book of Colors）は現在でも使用されている。
色を色の三属性（色相、明度、彩度）という理解しやすい属性で表現している点が特徴。色を系統的に整理し、三属性を尺度化して、数値や記号を用いることで正確に表示することを目的としている。国際的に通用する表色系の1つであり、日本ではJIS Z 8721（三属性による色の表示方法）の規格として採用されている。カタログなどの参考色の表記としても用いられるなど最も一般性の高い表色系であるといえるが、反面色見本を前提としたシステムであり、色表記から実際の色をイメージする際の正確さに欠けるという意見もある。同じ表記であっても再現される色には幅があるため参考値と考えるのが現実的であり、日本における工業分野の色指定にはDICや日本塗料工業会が作成した色見本が用いられることも多い。

## 色相 (Hue)

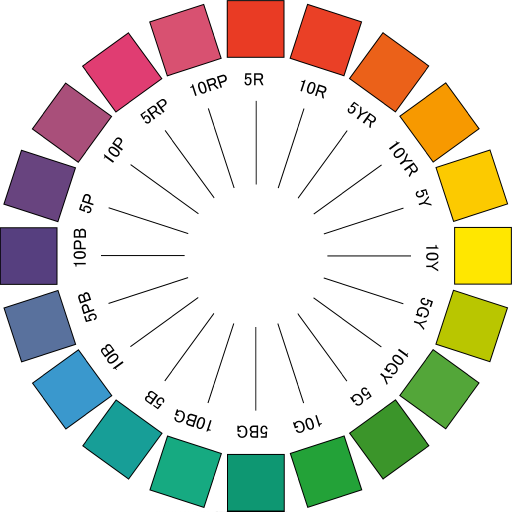
マンセル表色系の色相環

マンセルは色を基本となる5つの色相 (R・Y・G・B・P) に分け、それぞれの中間を5つの色相 (YR・GY・BG・PB・RP) を加えて補完することで、大まかな10色相を設定した。
| 色   |    |      |    |      |    |      |    |      |    |      |
| 略号 | R  | YR   | Y  | GY   | G  | BG   | B  | PB   | P  | RP   |
| 名称 | 赤 | 黄赤 | 黄 | 黄緑 | 緑 | 青緑 | 青 | 紫青 | 紫 | 赤紫 |

各色相をさらに10分割し、計100色相の細かな色相を設定した。分割された色相は左から順に数字が割り振られ、色相「R」の2番目であれば『2R』のよう表記される。以下は5RPから5YRまでの範囲の奇数番号のみを抽出したもの。
| 色   |     |     |     |    |    |    |    |    |     |     |     |
| 略号 | 5RP | 7RP | 9RP | 1R | 3R | 5R | 7R | 9R | 1YR | 3YR | 5YR |

付された数字は数字が小さいほど左隣の色相に、大きいほど右隣の色相に近い色であることを意味し、中心の5番目（黄色であれば5Y）にはその色相の典型的な色が置かれている。

## 明度と彩度

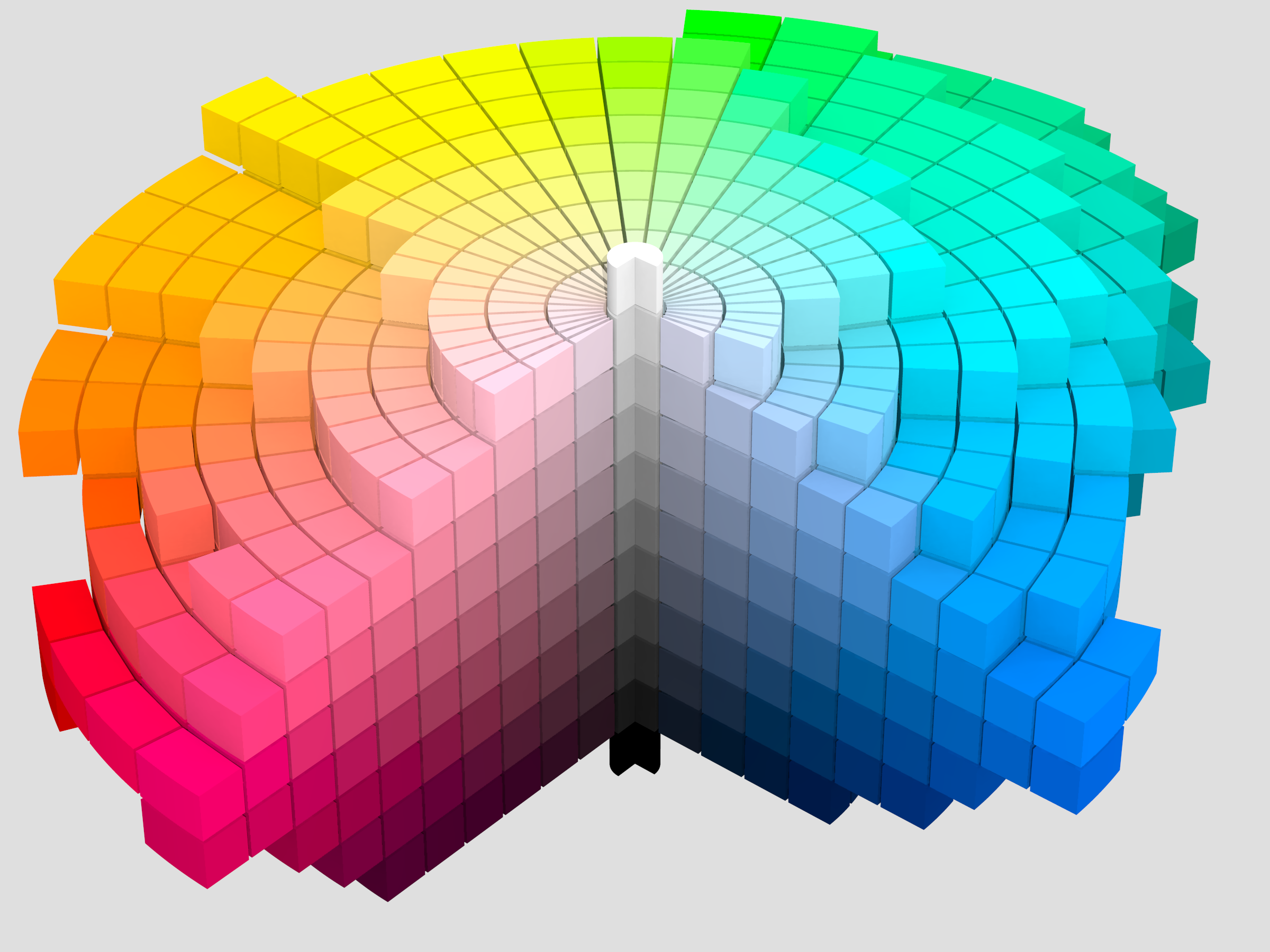
マンセル表色系の色立体（カラー・ツリー）

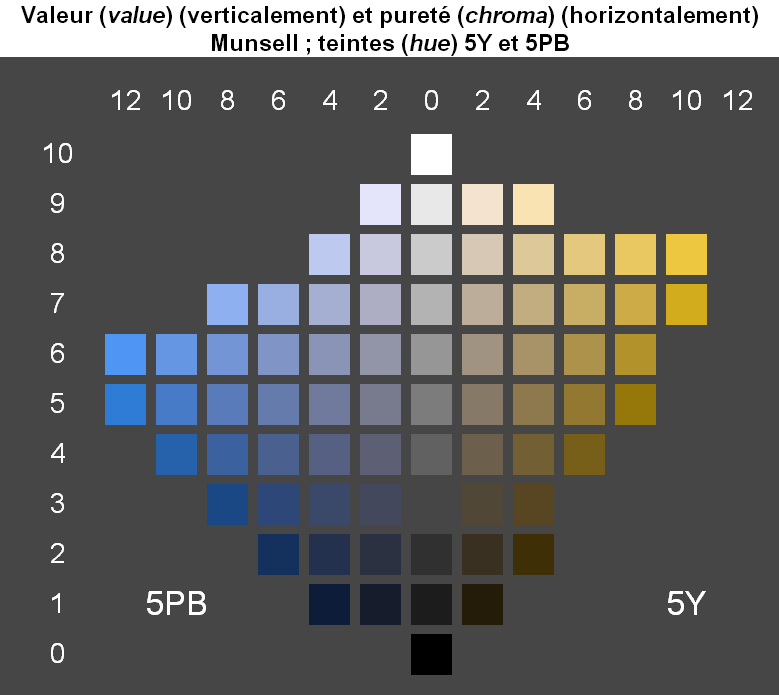
5PBと5Yの等色相面

色相ごとに最高彩度やその明度が異なるため、マンセル表色系の色立体はでこぼことした歪な形状となっている。その形状は自然界に自生する樹木のように見え、また技術の進歩によって成長（変化）する可能性を秘めたことから「カラー・ツリー」とも呼ばれる。

### 明度 (Value)
マンセル表色系における明度（、英: value）は純黒を0・純白を10として中間の無彩色の知覚的明るさが等間隔になるよう明度属性を尺度化したものである。バリュー、マンセルバリューとも呼ばれ、V で略記される。
明度は反射率に対応する色の属性である。マンセル表色系ではこれを明度（バリュー）V として尺度化している（以下、この尺度をバリューと呼ぶ）。バリューは基準となる純黒を0・純白を10とし、その間の無彩色が知覚的明るさ（ブライトネス）上で等間隔になる、つまり「同じ調子で段々と明るくなる」ように定義されている。現実には純黒と純白の色見本は印刷/表示困難であるため、無彩色の色見本として黒は V=1、白は V=9.5 程度を用いる。
有彩色のバリューは同じ知覚的明るさをもった無彩色のバリューで表現される。各色相における代表色の最高バリューは色相ごとに異なり、最高値は黄（■ 5Y）の「8」、最低値は赤（■ 5R）や紫青（■ 5PB）の「4」である。これはマンセル表色系において「真っ黄色は真っ青より明るい」ことを意味している。
アメリカ光学会が1943年に発表したレポートでは、バリュー V とXYZ表色系の「Y」との間には、反射率の観点から以下の関係性があることを示唆している。
{\displaystyle Y=1.2219V-0.23111V^{2}+0.23951V^{3}-0.021009V^{4}+0.0008404V^{5}.}

### 彩度 (Chroma)
無彩色を0とする。有彩色は鮮やかになるほど数値は高くなるが、色相や明度によって最大値は異なる。最大値はおおよそ8～14の範囲で、最高値の「14」は黄（■ 5Y）、最低値の「8」は青緑（■ 5BG）である。
以下は黄緑（■ 5YG）と青（■ 5B）を例にした場合の等色相面のイメージ。
| 明度 |   |   |   |   |    |    |    |      |
| 9    |   |   |   |   |    |    |    |      |
| 7    |   |   |   |   |    |    |    |      |
| 5    |   |   |   |   |    |    |    |      |
| 3    |   |   |   |   |    |    |    |      |
| 1    |   |   |   |   |    |    |    |      |
|      | 2 | 4 | 6 | 8 | 10 | 12 | 14 | 彩度 |

| 明度 |   |   |   |   |    |    |    |      |
| 9    |   |   |   |   |    |    |    |      |
| 7    |   |   |   |   |    |    |    |      |
| 5    |   |   |   |   |    |    |    |      |
| 3    |   |   |   |   |    |    |    |      |
| 1    |   |   |   |   |    |    |    |      |
|      | 2 | 4 | 6 | 8 | 10 | 12 | 14 | 彩度 |

## 色の表記方法
基本的な表記方法は「色相 明度/彩度」であるが、無彩色は色相・彩度の表記が不要なためNeutralの頭文字をとって「N 明度」と記す。具体的な表記例は以下のとおり。
| 色 | 表記       |
| -- | ---------- |
|    | 5R 4/14    |
|    | 3GY 8.5/11 |
|    | N 5.5      |
|    | N 9.5      |
|    | N 1.5      |

日本語では『5R 4/14』は「ごアール よんのじゅうよん」、『N 5.5』は「えぬごてんご」と読む。
この表示は「マンセル値」「マンセル記号」などとも呼ばれ、また有彩色の表記は頭文字をとって「HV/C」とも呼ばれる。アクリルガッシュなど一部の絵具などに色はマンセル近似としてこれが表記されている。

## 歴史と影響

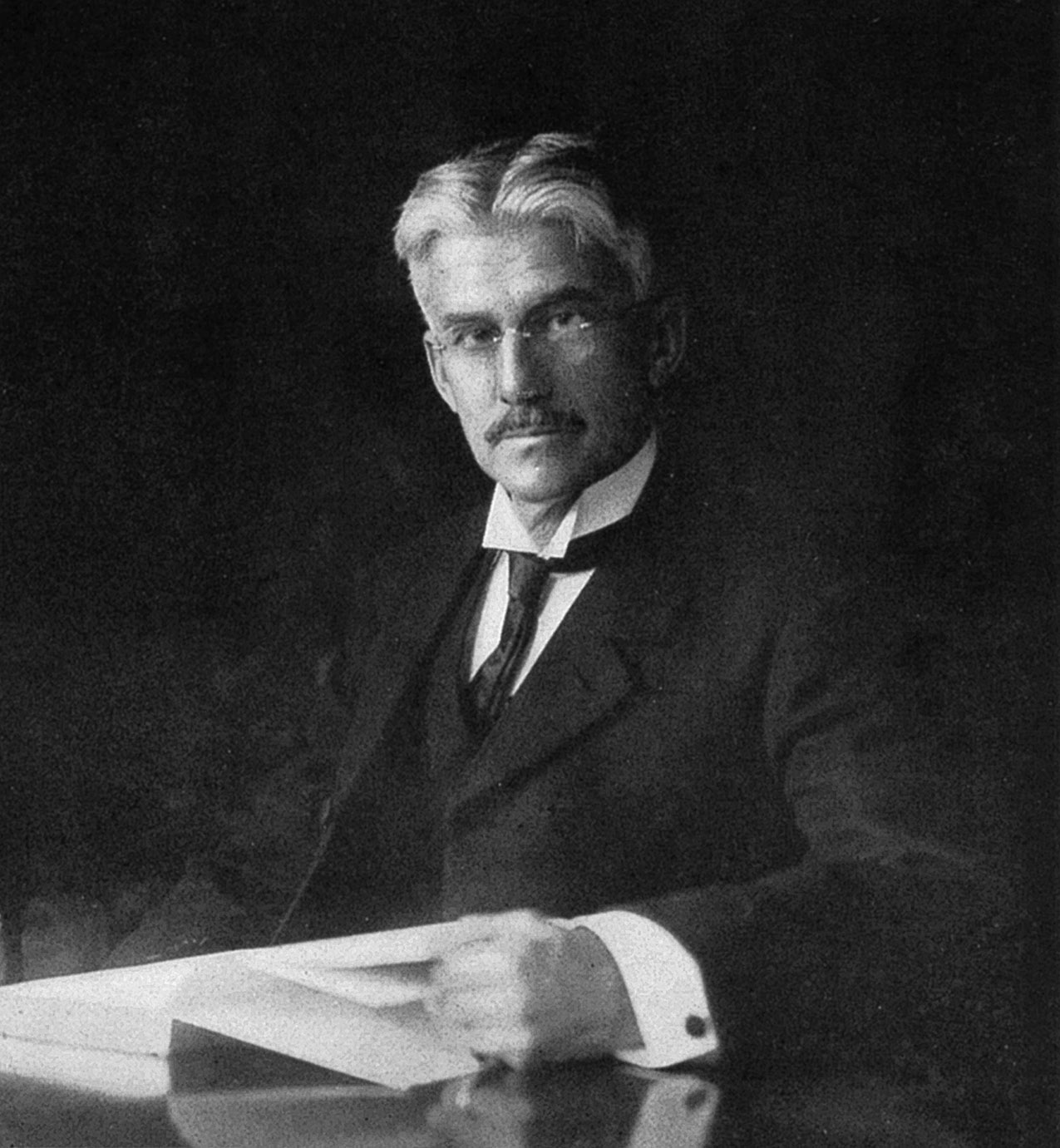
アルバート・マンセル

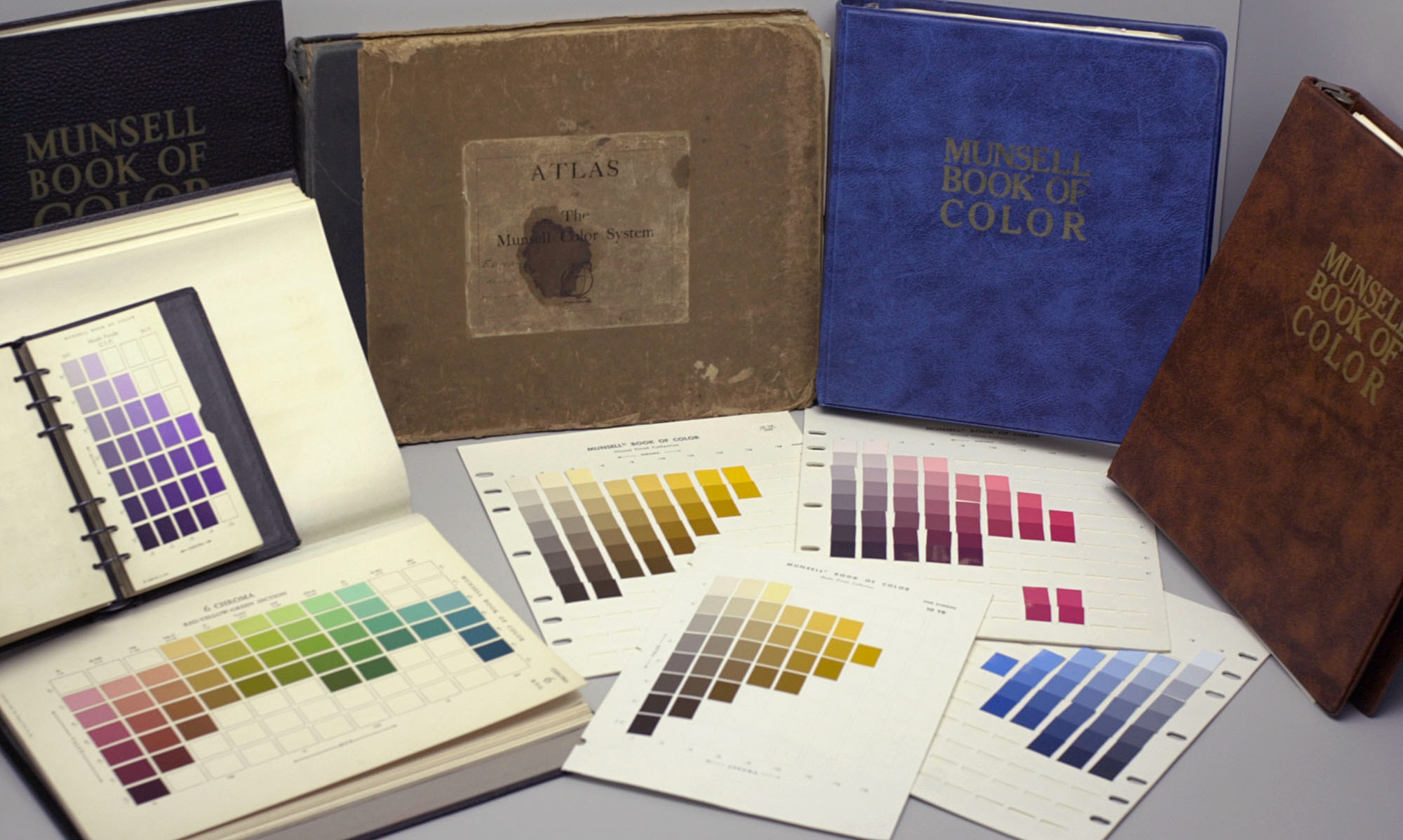
『マンセル・ブック・オブ・カラー』のいくつかの版。この色票集は40の特定の色相ごとにさまざまな明度と彩度の色票が取り外し可能なページにまとめられている。

三次元の色立体を使用してすべての色を表現するというアイデアは、18世紀から19世紀にかけて開発された。1758年にトビアス・マイヤーが二重三角錐、1772年にヨハン・ハインリヒ・ランベルトが一重三角錐、1810年にフィリップ・オットー・ルンゲが球体、1839年にミシェル＝ウジェーヌ・シュヴルールが半球、1860年にヘルマン・フォン・ヘルムホルツが円錐形、1868年にウィリアム・ベンソンが傾斜立方体、1895年にアウグスト・キルシュマンによる斜めの二重円錐形など、いくつかの異なる形状が提案された。これらのシステムは次第に洗練され、キルシュマンは異なる色相の明るい色の価値の違いさえ認識していた。しかし、それらのすべては純粋に理論的なままであるか、すべての色を収容する上で実際的な問題に直面した。さらに、人間の視覚の厳密な科学的測定に基づくものではなかった。マンセル以前は、色相、明度、彩度の関係は理解されていなかった。
画家であり、マサチューセッツ師範美術学校（現在のマサチューセッツ芸術大学）の美術教授であったアルバート・マンセルは、色の名前の代わりに10進表記を使用する「色を記述する合理的な方法」を作成し、学生に色について教えるために使用したいと考えた。彼は1898年に初めてこのシステムの研究を開始し、1905年に『A Color Notation』で完全な形で発表した。
オリジナルのマンセル表色系には、理論システムの物理的表現としていくつかの欠陥があった。これらは、1929年の『マンセル・ブック・オブ・カラー』で大幅に改善され、1940年代にアメリカ光学会が実施した広範な一連の視感評価実験を通じて、現代の『マンセル・ブック・オブ・カラー』の表記法（サンプル定義）が生まれた。
マンセル表色系のいくつかの代替品も発明されている。アメリカ光学会の均等色空間、国際照明委員会のCIELAB(L*a*b*)およびCIECAM02カラーモデルなど、マンセルの基本的なアイデアに基づいて構築されている。しかし、マンセル表色系は、米国国家規格協会（ANSI）では法医学のために肌の色と髪の色を定義し、アメリカ地質調査所（USGS）は土壌の色を合わせるために、歯科補綴学では歯科修復のための歯の色の選択時に、ブルワリーはビールの色を合わせるために使用されています。